# Трифанешты (Флорештский район)
Трифанешты (также Трифэнешть; рум. Trifăneşti) — село в Флорештском районе Республики Молдова. Является административным центром коммуны Трифанешты, включающей также село Александровка.

## География
Село расположено на высоте 98 метров над уровнем моря.

## Население
По данным переписи населения 2004 года, в селе Трифэнешть проживает 988 человек (466 мужчин, 522 женщины).
Этнический состав села:
| Национальность | Число жителей | Процентный состав |
| -------------- | ------------- | ----------------- |
| молдаване      | 969           | 98,08             |
| украинцы       | 9             | 0,91              |
| цыгане         | 4             | 0,4               |
| русские        | 4             | 0,4               |
| румыны         | 1             | 0,1               |
| болгары        | 1             | 0,1               |
| Всего          | 988           | 100 %             |

## Известные уроженцы
- Снегур, Мирча Иванович (1940—2023) — первый Президент Республики Молдова (3 сентября 1990 — 15 января 1997).